# کارین پرتز
کارین پرتز (انگلیسی: Karin Peretz؛ زادهٔ ۷ اکتبر ۱۹۹۰) بازیکن فوتبال اهل اسرائیل است.
وی همچنین در تیم ملی فوتبال Israel U-19 بازی کرده‌است.